# S.S. Lazio Calcio a 5 2012-2013
Questa pagina raccoglie i dati riguardanti la S.S. Lazio Calcio a 5, squadra di calcio a 5 militante in serie A, nelle competizioni ufficiali della stagione 2012-2013.

## Maglie e sponsor
Il Partner tecnico per la stagione 2012-2013 è Gems, mentre lo sponsor ufficiale è "Alpha Formazione".
| casa | trasferta |

## Organigramma societario
- Presidente: Antonio Mennella
- Presidente Onorario: Antonio Buccioni
- Direttore Generale:Marco Di Saverio
- Vice Presidente: Roberto Di Matteo, Rossana Forte
- Direttore Sportivo: Fabio Derme
- Allenatore 1ª squadra: Daniele D'Orto
- Allenatore in seconda: Marcello Batista
- Preparatore Atletico: Gianluca Scacchi
- Preparatore Portieri: Alessandro Arpinelli
- Medico: Dott. Pierfrancesco De Santis
- Fisioterapista: Claudio Princiotta
- Comunicazione: Anna Tina Mirra
- Addetto Stampa: Pietro Santercole
- Segretario: Ennio Zampaletta
- Responsabile Match Analisi: Marco Lorenzoni
- Magazziniere: Andrea Petricca

## Calciomercato

### Sessione estiva
| Adriano Foglia    | Marca                   |
| Valerio Barigelli | Pescara                 |
| PC                | Pescara                 |
| Tostão            | Macaé/Botafogo/CDE – RJ |

| Marcos Bernardi       | Asti Orange |
| Javier Adolfo Salas   | Venezia     |
| Nicolas Enrique Zaffe | Venezia     |

### Sessione invernale
| Pica Pau | Jaraguá |

| Márcio Forte | Real Rieti |

## Rosa
| N° | Naz.                                   | Ruolo | Sportivo            | Anno       |  |  |
| -- | -------------------------------------- | ----- | ------------------- | ---------- |  |  |
| 1  | Italia (bandiera)                      | POR   | Valerio Barigelli   | 19.10.82   |  |  |
| 2  | Italia (bandiera)                      | LAT   | Michele Serranti    | 07.01.93   |  |  |
| 30 | Italia (bandiera)                      | POR   | David Patrizi       | 06.06.82   |  |  |
|    | Italia (bandiera)                      | POR   | Andrea Basile       | 25.12.93   |  |  |
| 3  | Paraguay (bandiera)                    | DIF   | Fabio Alcaraz       | 07.01.82   |  |  |
| 33 | Brasile (bandiera) · Italia (bandiera) | DIF   | Márcio Forte        | 23.04.77   |  |  |
| 5  | Brasile (bandiera)                     | DIF   | PC                  | 18.08.74   |  |  |
| 6  | Paraguay (bandiera)                    | LAT   | Juan Adrián Salas   | 07.01.90   |  |  |
| 7  | /                                      | PIV   | Vinícius Bacaro     | 20.08.1978 |  |  |
| 8  | Italia (bandiera)                      | LAT   | Luca Marchetti      | 27.06.77   |  |  |
| 9  | Brasile (bandiera)                     | UNI   | Tostão              | 09.11.81   |  |  |
| 10 | Italia (bandiera)                      | UNI   | Luca Ippoliti       | 31.10.79   |  |  |
| 11 | Brasile (bandiera)                     | UNI   | Dimas               | 07.11.86   |  |  |
| 12 | /                                      | PIV   | Adriano Foglia      | 24.04.81   |  |  |
| 13 | Brasile (bandiera)                     | PIV   | Parrel              | 03.10.84   |  |  |
| 15 | Italia (bandiera)                      | DIF   | Federico Di Eugenio | 03.12.93   |  |  |

## Risultati

### Campionato

#### Girone di andata
1. Verona-Lazio 	1-7 	15/09/12 ore 19.00
2. Lazio-Acqua & Sapone 	3-4 	22/09/12 18.00
3. Luparense-Lazio 	2-2 	28/09/12 20.30
4. Lazio-Putignano 	2-1 	06/10/12 18.00
5. Montesilvano-Lazio 	3-1 	13/10/12 20.30
6. Lazio-Real Rieti 	2-1 	24/11/12 18.00
7. Lazio-Napoli 	7-1 	30/11/12 20.30
8. Asti-Lazio 	3-3 	08/12/12 18.00
9. Lazio-Marca Futsal 	4-1 	14/12/12 20.30
10. Venezia-Lazio 	2-4 	22/12/12 18.00
11. Lazio-Kaos Futsal 	3-0 	29/12/12 18.00
12. Cogianco Genzano-Lazio 	2-3 	05/01/13 18.00
13. Lazio-Pescara 	5-2 	12/01/13 18.00

#### Girone di ritorno
1. Lazio-Verona 	7-2 	19/01/13 18.00
2. Acqua & Sapone-Lazio 	3-3 	22/01/13 20.00
3. Lazio-Luparense 	4-8 	26/01/13 18.00
4. Putignano-Lazio 	3-11 	02/02/13 16.00
5. Lazio-Montesilvano 	1-2 	08/02/13 20.30
6. Real Rieti-Lazio 	0-4 	17/02/13 18.00
7. Napoli-Lazio 	2-2 	23/02/13 18.30
8. Lazio-Asti 	3-3 	09/03/13 18.15
9. Marca Futsal-Lazio 	2-2 	13/03/13 20.00
10. Lazio-Venezia 	4-0 	16/03/13 17.00
11. Kaos Futsal-Lazio 	2-4 	06/04/13 19.00
12. Lazio-Cogianco Genzano 	5-5 	13/04/13 19.00
13. Pescara-Lazio 	2-2 	20/04/13 18.00

### Play-off

#### Quarti di finale

##### Gara1
| Arbitri: | Tito Stampacchia (Modena) Andrea Sabatini (Bologna) Alessandro Rafaeli (Jesi) |
| Crono:   | Lorenzo Di Guilmi (Vasto)                                                     |

|                                                  |           |                |
| Héctor 7'25’’ Chaguinha 9'26’’ Zanchetta 30'34’’ | Marcatori | 20'37’’ Bacaro |

##### Gara2
| Arbitri: | Andrea Giada (Mestre) Luca Rutigliano (Bari) Gaspare Maurici (Prato) |
| Crono:   | Francesco Bertini (Empoli)                                           |

|                                                           |           |  |
| Bacaro 3'33’’ Foglia 24'53’’ Tostao 37'32’’ Salas 38'09’’ | Marcatori |  |

##### Gara3
| Arbitri: | Giacomo De Varti (Foggia) Antonio Gallo (Torre Annunziata) Vincenzo Francese (Battipaglia) |
| Crono:   | Giovanni Ferraioli Vitolo (Castellammare di Stabia)                                        |

|                                                   |           |                                                                                     |
| Foglia 4'56’’ Bacaro 18'45’’ (t.l.) Dimas 36'58’’ | Marcatori | 10'49’’, 32'02’’ Héctor 23'22’’, 39'04’’ Chaguinha 27'39’’ Caetano 37'07’’ Silveira |

### Coppa Italia
| Arbitri: | Tito Stampacchia (Modena) Gianantonio Leonforte (Vicenza) Antonino Tupone (Lanciano) |
| Crono:   | Gianni Maurizio Vecchione (Terni)                                                    |

|                                                     |                      |                                                |
| Grana 23'09’’ (aut.) Ippoliti 25'17’’ Dimas 39'10’’ | Marcatori            | 14'10’’ Grana 16'48’’ Giasson 38'06’’ Mauricio |
| PC Foglia Bacaro Marchetti Ippoliti                 | Tiri di rigore 4 – 5 | Giasson Everton Mauricio Saúl Paulinho         |

## Statistiche

### Statistiche di squadra
| Competizione | Punti | In casa | In casa | In casa | In casa | In trasferta | In trasferta | In trasferta | In trasferta | Totale | Totale | Totale | Totale | Totale | Totale |
| Competizione | Punti | G       | V       | N       | P       | G            | V            | N            | P            | G      | V      | N      | P      | Gf     | Gs     |
| ------------ | ----- | ------- | ------- | ------- | ------- | ------------ | ------------ | ------------ | ------------ | ------ | ------ | ------ | ------ | ------ | ------ |
| Campionato   | 50    | 13      | 8       | 2       | 3       | 13           | 6            | 6            | 1            | 26     | 14     | 8      | 4      | 98     | 57     |
| Play-off     | -     | 2       | 1       | 0       | 1       | 1            | 0            | 0            | 1            | 3      | 1      | 0      | 2      | 8      | 9      |
| Coppa Italia | -     | -       | -       | -       | -       | -            | -            | -            | -            | 1      | 0      | 1      | 0      | 3      | 3      |
| Totale       | 50    | 15      | 9       | 2       | 4       | 14           | 6            | 6            | 2            | 30     | 15     | 9      | 6      | 109    | 69     |